# شهرستان آشیگاراکامی، کاناگاوا

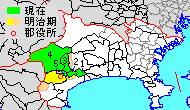

شهرستان آشیگاراکامی، کاناگاوا (انگلیسی: Ashigarakami District, Kanagawa) یکی از شهرستان‌های ژاپن است که در استان کاناگاوا در ژاپن واقع شده است.